# Ofu County
Ofu County är ett county i Amerikanska Samoa (USA).   Det ligger i distriktet Manuadistriktet, i den västra delen av landet, 110 km öster om huvudstaden Pago Pago. Ofu County ligger på ön Ofu Island.